# Lista de prefeitos de Vinhedo
Esta é a lista de prefeitos e vice-prefeitos do município de Vinhedo, município brasileiro no interior de São Paulo.
O cargo de prefeito foi criado em 11 de abril de 1835, pela assembleia provincial paulista, em reação aos amplos poderes conferidos pelo Código de Processo Criminal de 1832 às câmaras municipais. Seguiram o exemplo paulista seis províncias do nordeste brasileiro (Alagoas, Ceará, Maranhão, Paraíba, Pernambuco e Sergipe).
Sob a vigente ordem constitucional, essa designação é dada ao funcionário público do Poder Executivo municipal, que exerce seu cargo em função de uma legislatura (mandato), sendo para tanto eleito a cada quatro anos, podendo ser reeleito por mais 4 anos (segundo mandato).
Funções
O poder executivo municipal chefia a administração e comanda os serviços públicos, tendo como comandante o prefeito.
A partir da constituição brasileira de 1934, o cargo de prefeito passou a ser o único, em todo o Brasil, ao qual estão atribuídas as funções de chefe do poder executivo do governo local, em simetria aos chefes dos executivos da União e do estado, portanto, em forma monocrática. Este texto quer dizer que deverá haver harmonia e integração de ação entre as esferas envolvidas sem a intervenção de uma na outra, exceto nos casos previstos na Constituição Federal.
Eleições
O prefeito é eleito por sufrágio universal, secreto, direto, em pleito simultâneo em todo o País, realizado a cada quatro anos, no primeiro domingo de outubro.
E trinta dias após tem lugar o segundo turno, se o eleito em primeiro lugar não atingir 50% dos votos válidos mais um voto, no caso de municípios com mais de duzentos mil eleitores.
Conforme a legislação eleitoral atual no Brasil para tornar-se elegível, exige-se uma série de requisitos;
- Possuir nacionalidade brasileira ou portuguesa (neste caso, o cidadão português deve se encontrar amparado pelo Estatuto de Igualdade entre Portugueses e Brasileiros),
- Título de eleitor em dia e estar em gozo pleno do exercício dos direitos políticos,
- Domicilio eleitoral na circunscrição na qual o candidato se apresenta,
- Filiação partidária,
- Ser alfabetizado (tópico invalidado pela atual constituição brasileira de 1988),
- Desincompatibilização de cargo público — Se ocupa um cargo público deve sair seis meses antes das eleições e voltar caso possa só após seis meses ao pleito eleitoral,
- Renúncia de outro mandado até seis meses antes do pleito e não ser parente afim ou consangüíneo, até segundo grau, ou cônjuge de titular de cargo eletivo; pode, entretanto, ser candidato à reeleição (artigo 14 da Constituição),
- Ter idade mínima de 21 anos.

Os governantes ocuparam o cargo da administração municipal após a emancipação política da cidade. A administração municipal se dá pelos Poderes Executivo e Legislativo, sendo o primeiro representado pelo prefeito e seu gabinete de secretários, sendo o mais recente Dario Pacheco de Morais, do Partido Social Democrático (PSD), reeleito no pleito de 6 de outubro de 2024 com 55,19% dos votos.

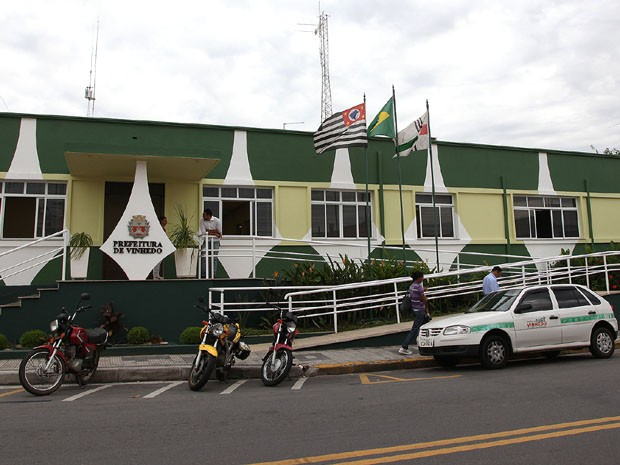
Paço Municipal de Vinhedo, sede do poder executivo do município.

## Emancipadores
Vinhedo emancipou-se de Jundiaí em 2 de abril de 1949, quando foi empossado interinamente pela liderança dos emancipadores Abrahão Aun e composto por Alcides Guarido, Aristides de Paula, Antônio Medeiros Júnior, Antônio Elias, Antônio Vendramini, Agenor de Mattos, Antônio Zechin, Antônio Maria Torres Filho, Milton de Souza Meirelles, Monsenhor Favorino Carlos Marrone, Carmelo Consolo, Humberto Pescarini, Henrique de Barros Leite, Júlio Francisco de Paula, Jacob Matenhauger, Gumercindo Rocha, Luiz Rotella, Manoel de Sá Fortes Junqueira Júnior, Manoel Fernandes, Odilon de Souza e Epiphânio Salustiano de Souza. Abrahão Aun foi o primeiro prefeito eleito, tendo assumido o cargo em 2 de abril de 1949. Sendo o único candidato no município.

## Lista
| Nº                          | Prefeito                 | Partido | Vice-prefeito                         | Início do mandato       | Fim do mandato         | Observações                                                     | Ref. e notas |
| --------------------------- | ------------------------ | ------- | ------------------------------------- | ----------------------- | ---------------------- | --------------------------------------------------------------- | ------------ |
| Quarta República Brasileira |                          |         |                                       |                         |                        |                                                                 |              |
| 1                           | Abrahão Aun              | —       | —                                     | 2 de abril de 1949      | 7 de abril de 1953     | Intendente nomeado após a instalação do município               | [ 5 ]        |
| 2                           | Guerino Mário Pescarini  | —       | Aurélio Niero                         | 8 de abril de 1953      | 7 de abril de 1957     | Prefeito e vice eleitos em sufrágio universal                   | [ 6 ]        |
| 3                           | João Porto Netto         | —       | Romeu Corazzari                       | 8 de abril de 1961      | 7 de abril de 1965     | Prefeito e vice eleitos em sufrágio universal                   | [ 7 ]        |
| Quinta República Brasileira |                          |         |                                       |                         |                        |                                                                 |              |
| 4                           | Antônio Elias            | —       | Mário Damásio                         | 8 de abril de 1965      | 7 de abril de 1969     | Prefeito e vice eleitos em sufrágio universal                   | [ 8 ]        |
| 5                           | Jair Mendes de Barros    | ARENA   | Luis Marques Neto                     | 8 de abril de 1969      | 7 de abril de 1973     | Prefeito e vice nomeados pela ditadura                          | [ 9 ]        |
| 6                           | Manoel Matheus Netto     | PV      | Benedito Mingarelli                   | 22 de agosto de 1973    | 31 de janeiro de 1977  | Prefeito e vice eleitos em sufrágio universal                   | [ 10 ]       |
| 7                           | José Carlos Gasparini    | MDB     | Hermínio Bueno                        | 1º de fevereiro de 1977 | 31 de janeiro de 1983  | Prefeito e vice eleitos em sufrágio universal                   | [ 11 ]       |
| 8                           | Jonas Ferragut           | PMDB    | José Osmar Meirelles dos Santos       | 1º de fevereiro de 1983 | 31 de dezembro de 1988 | Prefeito e vice eleitos em sufrágio universal                   | [ 12 ]       |
| Sexta República Brasileira  |                          |         |                                       |                         |                        |                                                                 |              |
| 9                           | José Carlos Gasparini    | PSB     | Manoel Matheus Netto                  | 1º de janeiro de 1989   | 31 de dezembro de 1992 | Prefeito e vice eleitos em sufrágio universal                   | [ 13 ]       |
| 10                          | Jonas Ferragut           | PMDB    | Valdir José Palaro                    | 1º de janeiro de 1993   | 31 de dezembro de 1996 | Prefeito e vice eleitos em sufrágio universal                   | [ 14 ]       |
| 11                          | Milton Álvaro Serafim    | PTB     | Élsio Álvaro Boccaletto               | 1º de janeiro de 1997   | 31 de dezembro de 2000 | Prefeito e vice eleitos em sufrágio universal                   | [ 15 ]       |
| 11                          | Milton Álvaro Serafim    | PTB     | Élsio Álvaro Boccaletto               | 1º de janeiro de 2001   | 31 de dezembro de 2004 | Prefeito e vice reeleitos em sufrágio universal                 | [ 16 ]       |
| 12                          | João Carlos Donato, Kalu | PDT     | Antônio Marcos Marcondes Ferraz (PFL) | 1º de janeiro de 2005   | 31 de dezembro de 2008 | Prefeito e vice eleitos em sufrágio universal                   | [ 17 ]       |
| 13                          | Milton Álvaro Serafim    | PTB     | Jaime César da Cruz (PV)              | 1º de janeiro de 2009   | 31 de dezembro de 2012 | Prefeito e vice eleitos em sufrágio universal                   | [ 18 ]       |
| 13                          | Milton Álvaro Serafim    | PTB     | Jaime César da Cruz (PV)              | 1º de janeiro de 2013   | 1º de janeiro de 2014  | Prefeito e vice reeleitos em sufrágio universal                 | [ 19 ]       |
| —                           | Jaime César da Cruz      | PSDB    | —                                     | 1º de janeiro de 2014   | 31 de dezembro de 2016 | Vice-prefeito empossado após o afastamento do prefeito anterior | [ 20 ]       |
| 14                          | Jaime César da Cruz      | PSDB    | Claudineia Vendemiatti Serafim        | 1º de janeiro de 2017   | 31 de dezembro de 2020 | Prefeito e vice eleitos em sufrágio universal                   | [ 21 ]       |
| 15                          | Dr. Dario Pacheco        | PTB     | Edson PC (PSB)                        | 1º de janeiro de 2021   | 31 de dezembro de 2024 | Prefeito e vice eleitos em sufrágio universal                   |              |
| 15                          | Dr. Dario Pacheco        | PSD     | Cristina Mazon (MDB)                  | 1° de janeiro de 2025   | Atualidade             | Prefeito reeleito e vice eleita em sufrágio universal           | [ 22 ]       |